# Menselijke migratie

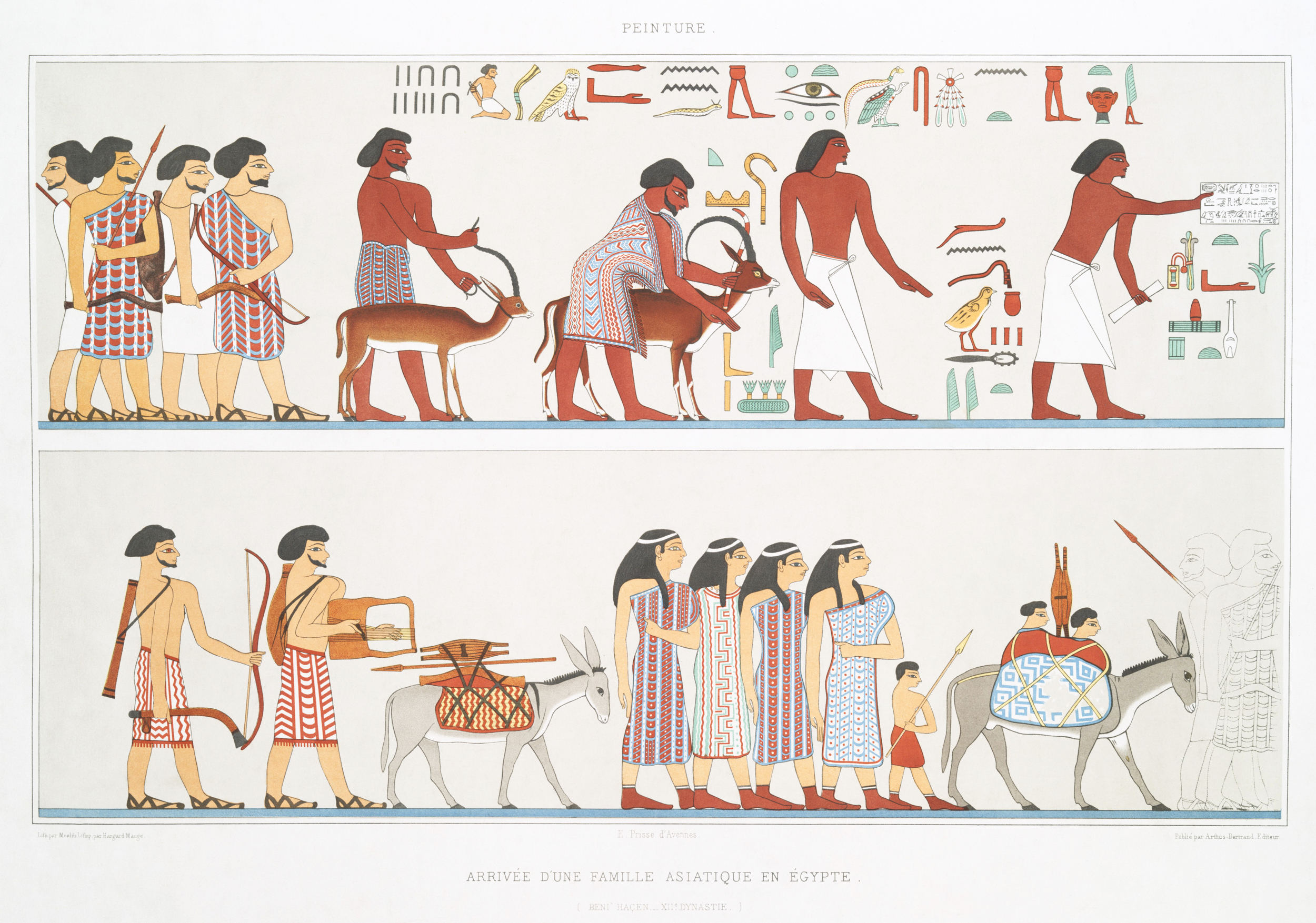
Aankomst van een Aziatische familie in Egypte, in Histoire de l'art égyptien (1878) van Émile Prisse d'Avennes

Menselijke migratie is de verplaatsing van groepen of stammen mensen van de ene plaats naar de andere. De mensheid is ontstaan in een beperkt gebied of hooguit in enkele gebieden. De mensen zijn door de millennia heen gemigreerd, op deze wijze is de mensheid over de gehele aarde verspreid geraakt. Tussen de vierde- en de zevende eeuw hebben zich in Europa grote volksverhuizingen voorgedaan. Voorbeelden hiervan zijn de Grote Volksverhuizing, toen verschillende stammen het Romeinse Rijk binnendrongen, en daarna in de tijd van de Franken de volksverhuizing in de Lage Landen.
Menselijke migratie is een breder begrip dan volksverhuizing. De verplaatsingen die in de 21e eeuw plaatsvinden, zoals de Europese vluchtelingencrisis en het werk dat het Hoge commissariaat voor de Vluchtelingen moet doen, vallen er ook onder. Migratie wordt veelal gezien als permanent, maar ook nomadisme en seizoensgebonden migratie zoals transhumance vallen hieronder. Zelfs forensisme, het pendelen tussen werk en huis, kan als een vorm van migratie worden gezien.

## Geschiedenis
Prehistorie

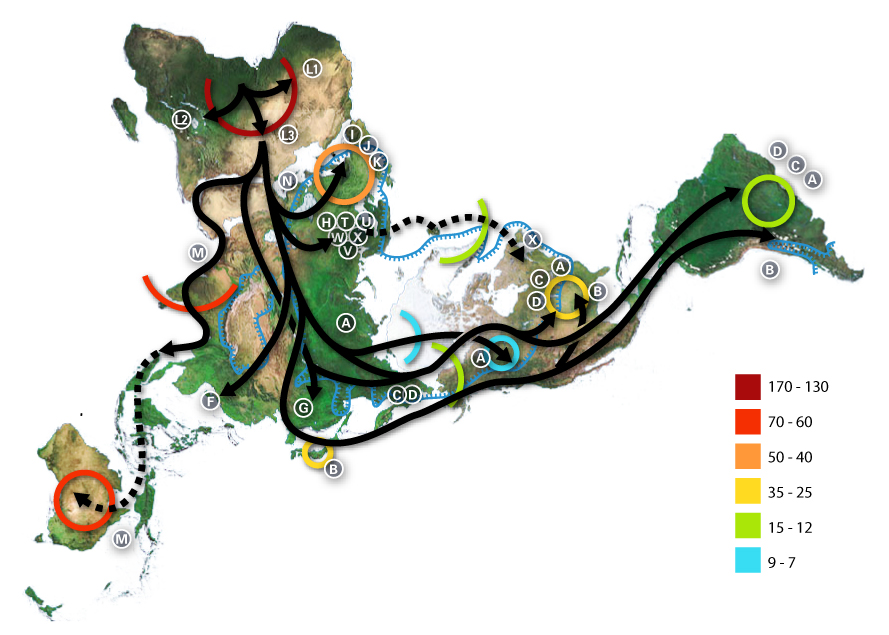
Prehistorische volksverhuizingen

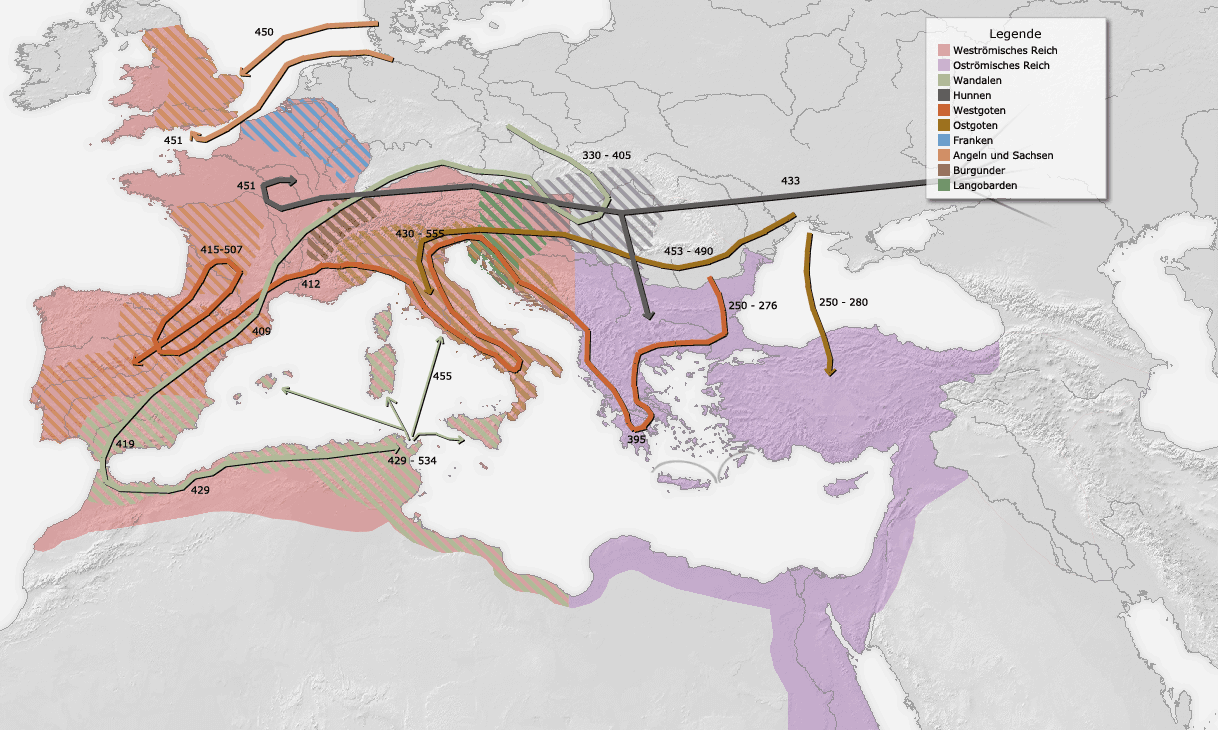
Grote Volksverhuizing: belangrijkste stromen

De kaart in de afbeelding illustreert de enkele-oorspronghypothese, de lijnen volgens welke de mensheid zich vanaf zijn begin in het oosten van Afrika over de wereld heeft verspreid. Het vakgebied dat deze gang van de prehistorische mens bestudeert is de populatiegenetica en baseert zich op verschillende vondsten van mitochondriaal DNA.
De getallen en kleuren geven aan hoeveel millennia geleden een gebied bevolkt raakte. De letters op de pijlen geven groepen mensachtigen aan die tot dezelfde mitochondriale haplogroep behoren. Haplogroepen zijn een genetische indeling waarbij mensen worden ingedeeld naar de variatie in hun mitochondriaal DNA.
Romeinse tijd
- Grote Volksverhuizing: het binnendringen van verschillende stammen in het Romeinse Rijk tussen de 4e en de 6e eeuw
- Frankische verovering van de Nederlanden: De Franken staken in de 3e eeuw de Rijn over en drongen het Romeinse Rijk binnen. Zij hadden zich tegen de 7e eeuw tot in het zuiden verspreid en definitief hun Frankische Rijk gevestigd.

Middeleeuwen
- Invasies in Europa 793-1000: de grootste migraties sinds de Grote Volksverhuizing, in de eeuwen voor de Frankische periode, in de 9e en de 10e eeuw. De Hongaren of Magyaren belegerden de oostgrenzen van Europa, de Saracenen de Middellandse Zeekusten en de Noormannen of Vikingen belaagden een groot deel van Europa, tot aan de Middellandse Zee toe. De kolonies van de Vikingen zouden bovendien uitgroeien tot sterke, onafhankelijke staten in het Europa van de vroege middeleeuwen.

16e-18e eeuw
- De trans-Atlantische slavenhandel waarin slaven van Afrika naar Amerika gebracht werden. Deze bereikte zijn hoogtepunt in de 18e en 19e eeuw en geldt als de grootste gedwongen migratie uit de geschiedenis
- Migratiestroom in de Nederlanden: de vluchtelingenstroom in de 16e eeuw die vanuit de Zuidelijke Nederlanden naar voornamelijk de Republiek der Zeven Verenigde Nederlanden, maar ook naar Duitsland, Frankrijk en Engeland verliep

19e eeuw
- De Trail of Tears, de gedwongen westwaartse herplaatsing in 1838 van de Cherokee, in hun eigen taal Ahniyvwiya. Het wordt in bredere zin ook voor de deportatie van andere inheemse volken binnen de Verenigde Staten gebruikt.
- Hongersnood in Ierland dreef in het midden van de 19e eeuw ongeveer een miljoen Ieren tot emigratie
- Deutsches Auswandererhaus: een museum in Bremerhaven in Noord-West-Duitsland met als hoofdonderwerp de emigratie van Duitsers en mensen uit Oost-Europa van Bremerhaven naar de Verenigde Staten in de 19e eeuw

20e eeuw
- Belgische vluchtelingen in Nederland tijdens de Eerste Wereldoorlog
- De Armeense Genocide, waarbij de gezonde mannen werden gedood en alle overigen tot in de Syrische Woestijn werden gedeporteerd. Dit kostte een tot anderhalf miljoen mensen het leven.
- Daarmee tot op zekere hoogte te vergelijken de Griekse Genocide, waarbij een half tot een miljoen mensen omkwamen.
- De Grote Afro-Amerikaanse volksverhuizing
- De Lange Mars van Mao Zedong en ongeveer 130.000 Chinese communisten van het Rode Leger in 1934. De mars liep van Jiangxi naar Yan'an in Shaanxi. Tienduizenden overleefden de tocht niet
- Operatie Black Tulip: uitzetting direct na de Tweede Wereldoorlog van de in Nederland wonende Duitsers
- Aliyah Bet: de illegale immigratie van Joden in het mandaatgebied Palestina van 1934 tot 1948
- Gedwongen volksverhuizingen in de Sovjet-Unie:
  1. deportatie van de bevolking die 'antisovjet' was en vaak als 'vijanden van het proletariaat' werden bestempeld
  2. deportatie voor dwangarbeid
  3. georganiseerde migraties in tegengestelde richtingen om etnisch gezuiverde gebieden te herbevolken
- Internationale Organisatie voor Migratie: een intergouvernementele organisatie met een hoofdkantoor in Genève, met het doel om ontheemden in Europa in de naoorlogse jaren terug te begeleiden naar huis
- Verdrijving van Duitsers na de Tweede Wereldoorlog:
  1. de etnische zuivering van Duitse staatsburgers uit de voormalige officiële vooroorlogse oostelijke provincies van Duitsland, die in 1945 aan het einde van de Tweede Wereldoorlog in Europa door Polen werden geannexeerd
  2. uit andere delen van Midden- en Oost-Europa, waar tussen 1945 en 1949 een etnische zuivering plaatsvond van Duitstalige minderheden, de Volksduitsers, uit de Sovjet-Unie, Tsjecho-Slowakije, Roemenië, Hongarije en Joegoslavië
- Verdrijving van de Polen door de Sovjet-Unie, de verbanning van Polen uit Oost-Polen na de annexatie van het gebied door de Sovjet-Unie

21e eeuw
- Ecuador werd in 2008 het eerste land ter wereld dat migratie als een grondrecht in de grondwet opnam. Het ministerie van Buitenlandse Zaken voert de naam Ministerio de Relaciones Exteriores y Movilidad Humana MREMH, Spaans voor Ministerie voor Buitenlandse Betrekkingen en Menselijke Mobiliteit.[1] Het recht op migratie van personen wordt volgens Artikel 40 erkend en er wordt gegarandeerd dat geen mens vanwege diens migratiestatus als illegaal wordt beschouwd.[2]

## Migranten
Iemand die migreert wordt een migrant genoemd.
Het Nederlands kent de volgende soorten migranten:
- emigrant - iemand die het land verlaat
- immigrant - iemand die van buiten in het land komt
- remigrant - een teruggekeerde emigrant
- transmigrant - iemand die tijdelijk in het land woont

Andere soorten migranten, naar oorzaak of reden van migratie, zijn onder meer:
- onvrijwillig:
  - vluchteling uit vrees voor (oorlogs)geweld, uit vrees voor zijn leven
  - displaced person, ontheemd, buiten zijn thuisland door krijgshandelingen
  - klimaatvluchteling wegens de gevolgen van klimaatverandering
  - gedeporteerde: gedwongen verplaatsing van mensen, vaak onder dwang in grote groepen naar straf-, werk- of concentratiekampen, of naar nieuwe woongebieden
- wegens werk:
  - economische migratie
  - transhumance in de Alpen: seizoensgebonden migratie van personen met hun vee tussen vaste zomer- en wintergebieden in de Alpen
  - kennismigrant, immigrant met toestemming om te werken op grond van technische of wetenschappelijke kennis
- pensioenmigrant of rentenier, niet meer economisch actieve migrant
- circulaire migrant, waarbij de migrant af en toe de plek bezoekt waar men vandaan kwam

Ongeveer 3 procent van de wereldbevolking is internationaal migrant, waarvan slechts 0,3 procent vluchteling of asielzoeker is. In Nederland is 10 tot 12 procent van de migranten vluchteling. Het grootste deel van de migranten is dus arbeidsmigrant.

## Economische impact
De impact van menselijke migratie op de wereldeconomie is grotendeels positief geweest. In 2015 droegen migranten, die 3,3% van de wereldbevolking uitmaakten, 9,4% bij aan het wereldwijde bbp.
Volgens het Centre for Global Development zou het openen van alle grenzen 78 biljoen dollar kunnen toevoegen aan het wereld-BBP. Volgens onderzoek van de KU Leuven zou een vrijere migratie het wereldinkomen of bruto mondiaal product met 10% tot 100% kunnen verhogen.
Op micro-economisch niveau wordt de waarde van menselijke mobiliteit grotendeels erkend door bedrijven. Uit een onderzoek uit 2021 van de Boston Consulting Group bleek dat 72% van meer dan 850 leidinggevenden uit verschillende landen en bedrijfstakken van mening was dat migratie hun land ten goede kwam, en 45% beschouwde wereldwijd diverse werknemers als een strategisch voordeel.